# Moazagotl

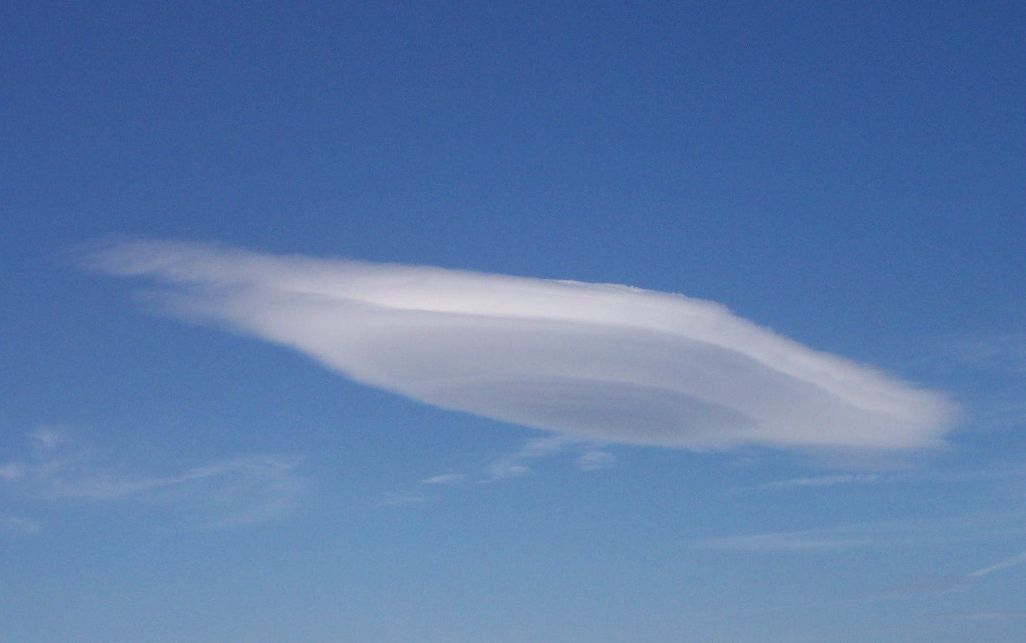
Moazagotl - mrak čočkovitého tvaru

Moazagotl je původně název místního orografického oblaku objevujícího se na severní straně Krkonoš při převládajícím jihozápadním proudění. Pojmenování pochází z místního dialektu z okolí lázní Cieplice Śląskie-Zdrój (Bad Warmbrunn) – Moazagotls Waterwulke = Matz Gottlieb Wetterwolke. Sedlák Matz Gottlieb podle něho údajně předpovídal zhoršení počasí. Dnes je termín používán pro stacionární oblaka.
Inženýr Wolf Hirth podle něho pojmenoval větroň, který postavil v roce 1933.